# C/2006 M4
C/2006 M4 SWAN je hiperboličan komet otkriven krajem lipnja 2006. Komet su otkrili Robert D. Matson iz Kalifornije i Michael Mattiazzo iz Južne Australije. Komet su otkrili na javno dostupnim snimkama sa satelita SOHO. Postojanje kometa je službeno potvrđeno nakon promatranja Roberta McNaughta. 
Komet je postao slavan oko mjesec dana nakon prolaza kroz perihel 28. rujna 2006. Komet je doživio eksploziju 24. listopada 2006. i povećao je svoj sjaj za 16 puta, s magnitude + 7 na + 4, i postao je vidljiv golim okom u predvečerje. 
Komet ima hiperboličnu putanju s ekcentricitetom većim od 1 što znači da dolazi iz Oortova oblaka. Nakon prolaza kroz unutrašnji dio Sunčeva sustava, ekscentricitet orbite kometa će pasti ispod 1 i on će ponovno postati zarobljen kao komet u Oortovom oblaku.

## Vanjske poveznica
- Skice kometa